# Arcuator filia
Arcuator filia är en tvåvingeart som först beskrevs av Becker 1911.  Arcuator filia ingår i släktet Arcuator och familjen fritflugor. Inga underarter finns listade i Catalogue of Life.